# FTF 4050

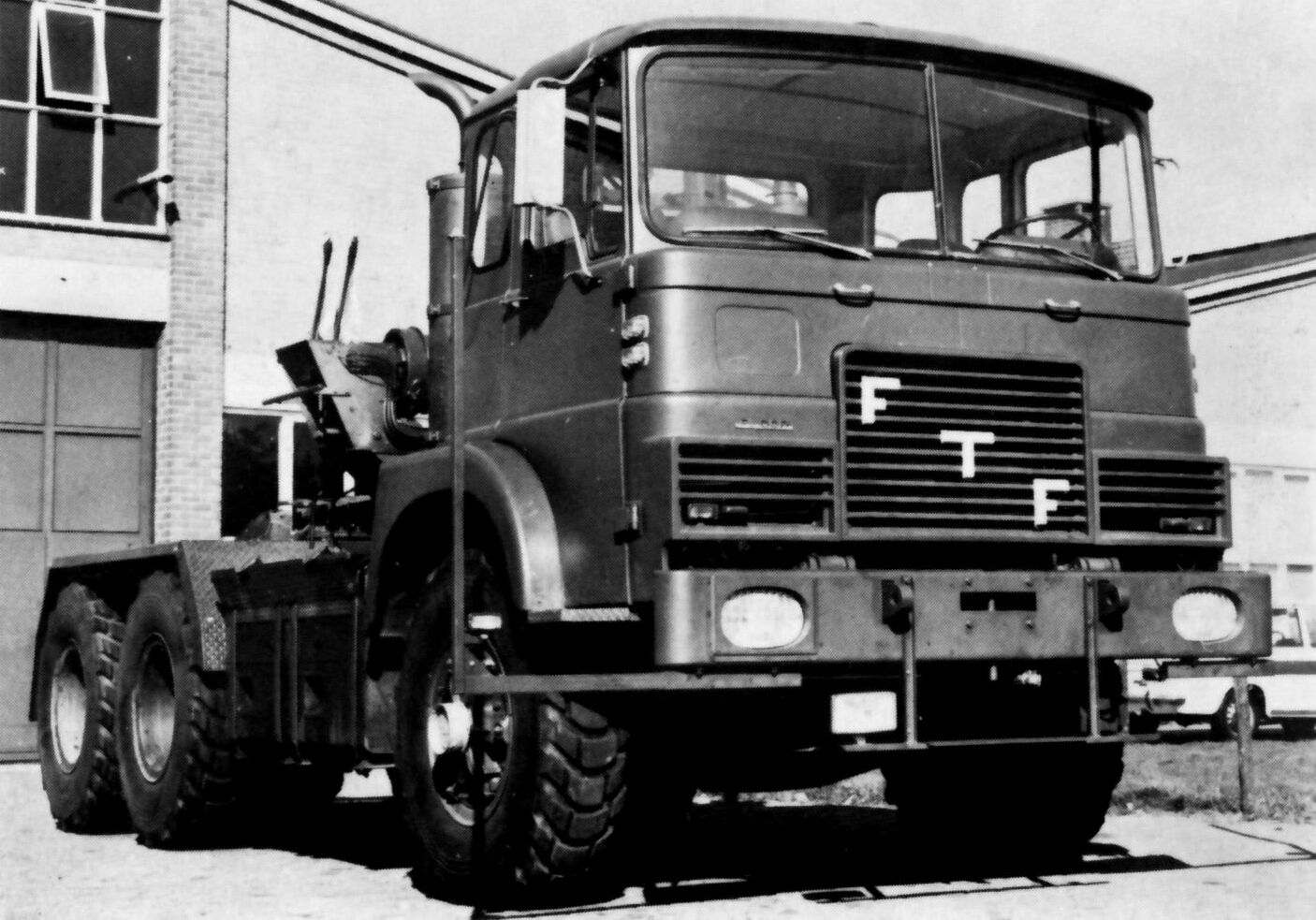
FTF-zwaartransporttrekker gebouwd door Floor in de jaren zeventig van de 20e eeuw ten behoeve van de Koninklijke Landmacht

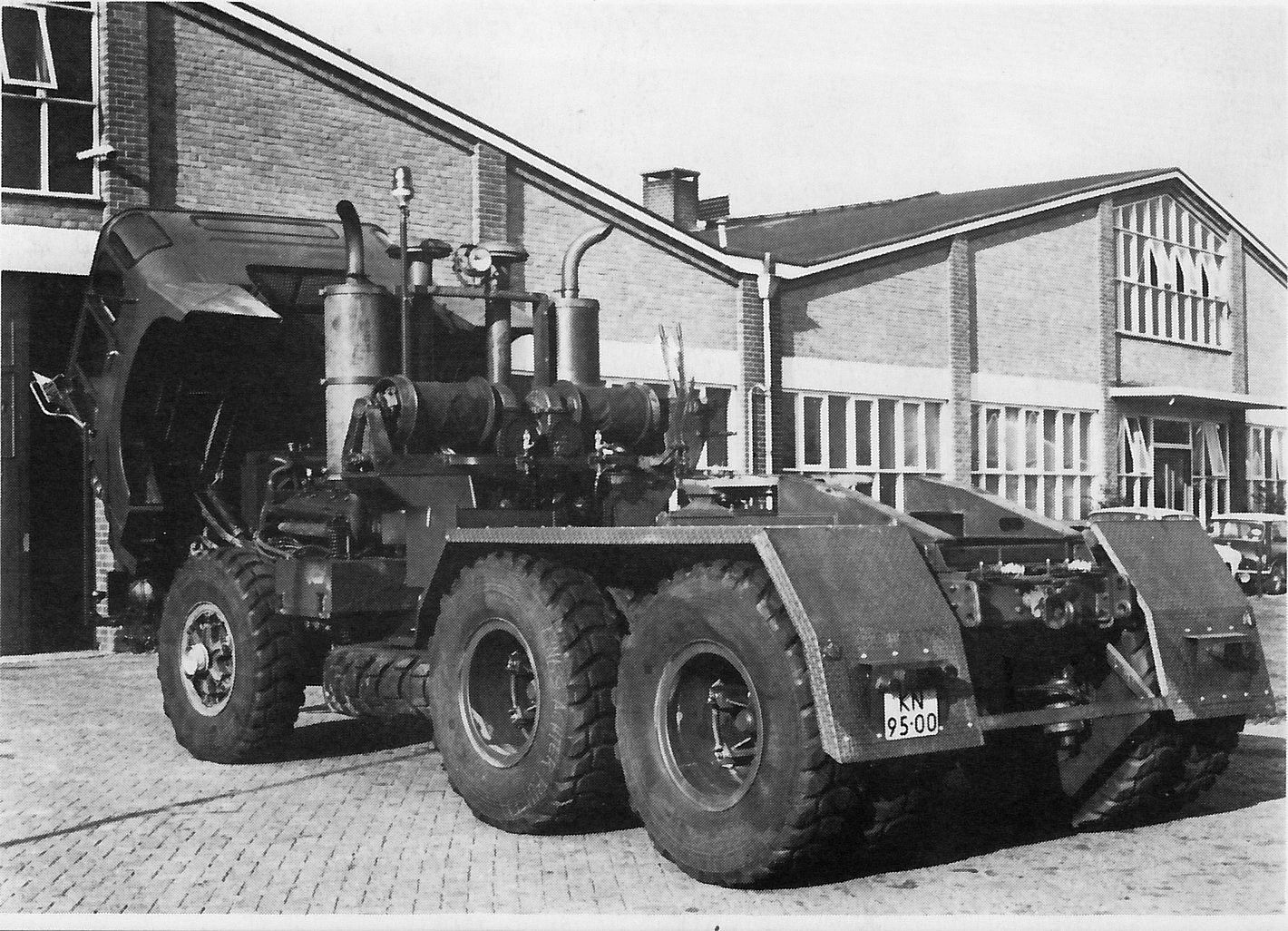
De trekker was voorzien van een kantelcabine en een lier achter de cabine voor het laden van defecte voertuigen op de oplegger

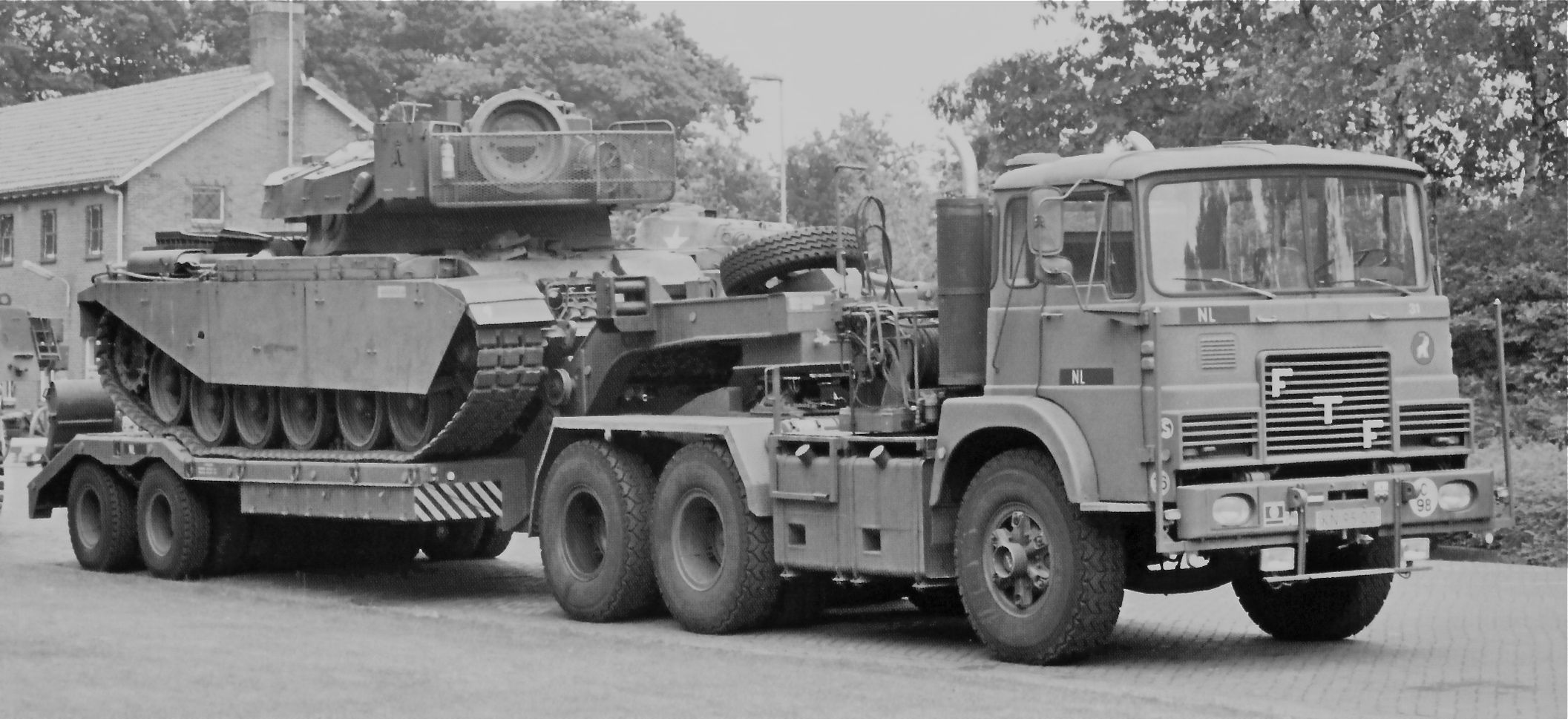
FTF 4050 Tanktransporter & Centuriontank

De FTF 4050 is een zware militaire trekker gebouwd door Floor Truck Fabriek uit Wijchen. De officiële leger-typeaanduiding is Trekker, 28 ton, 6x4, FTF 'Floor'.

## Geschiedenis
In het begin van de jaren zeventig van de 20e eeuw had de Koninklijke Landmacht behoefte aan een nieuwe trekker voor zwaar transport in het algemeen en het vervoer van tanks in het bijzonder, als vervanging voor de Thornycroft Mighty Antar, die al sinds halverwege de jaren vijftig in gebruik was.
DAF trucks was tot dan toe altijd de "hofleverancier" van de landmacht geweest, maar met de toen geldende politieke regel dat; "Ter bevordering van werkgelegenheid in economisch slechte tijden zoveel mogelijk rijksaanbestedingen bij kleine(re) bedrijven dienden te worden geplaatst", werd de opdracht voor de nieuwe zwaar transport trekker aan FTF gegeven.
Het bedrijf in Wijchen was weliswaar een klein bedrijf, maar had al een goede reputatie in het bouwen van zwaartransport trucks waarbij componenten van andere leveranciers gebruikt werden. De motoren van Detroit Diesel GMC, versnellingsbakken van Allison Transmission en assen van Rockwell kwamen uit de Verenigde Staten en de cabines uit Engeland. Het geheel werd geassembleerd in de eigen fabriek te Wijchen.
In december 1972 besloot het Nederlandse leger 39 FTF-trekkers aan te schaffen. De robuuste trekker werd als tanktransporter ingezet. Van de zes wielen werden alleen de vier achterwielen aangedreven (6x4). Het voertuig werd gekoppeld met een DAF YTS 10050-oplegger, met een maximaal laadvermogen van 55 ton, en was voorzien van een lier om defecte tanks op de oplegger te trekken. De trekker had een eigen gewicht van ca. 16 ton, maar inclusief oplegger en lading kon het maximaal treingewicht oplopen tot ongeveer 100 ton.

## Technische gegevens
Motor:
- merk: Detroit Diesel GMC
- type: 12 V 71 N-4 Y, twaalfcilinder, tweetakt-dieselmotor met twee Rootscompressors
- vermogen: 475 pk bij 2100 toeren/min.

Versnellingsbak:
- merk: Allison
- type: semiautomatisch voorzien van koppelomvormer met "Lock-up"
- voorzien van een PTO ten behoeve van aandrijving van een lier

Assen/aandrijving:
- merk: Mack
- aandrijving op beide achterassen (6x4)

## Gewicht en afmetingen
- eigen gewicht: 16.020 kg
- lengte: 7480 mm
- breedte: 2800 mm
- hoogte: 3370 mm
- wielbasis: 4200 mm

## Opvolging
Aan het einde van de jaren tachtig is de FTF bij de landmacht vervangen door de Mercedes-Benz 2648.